# Yung Hurn

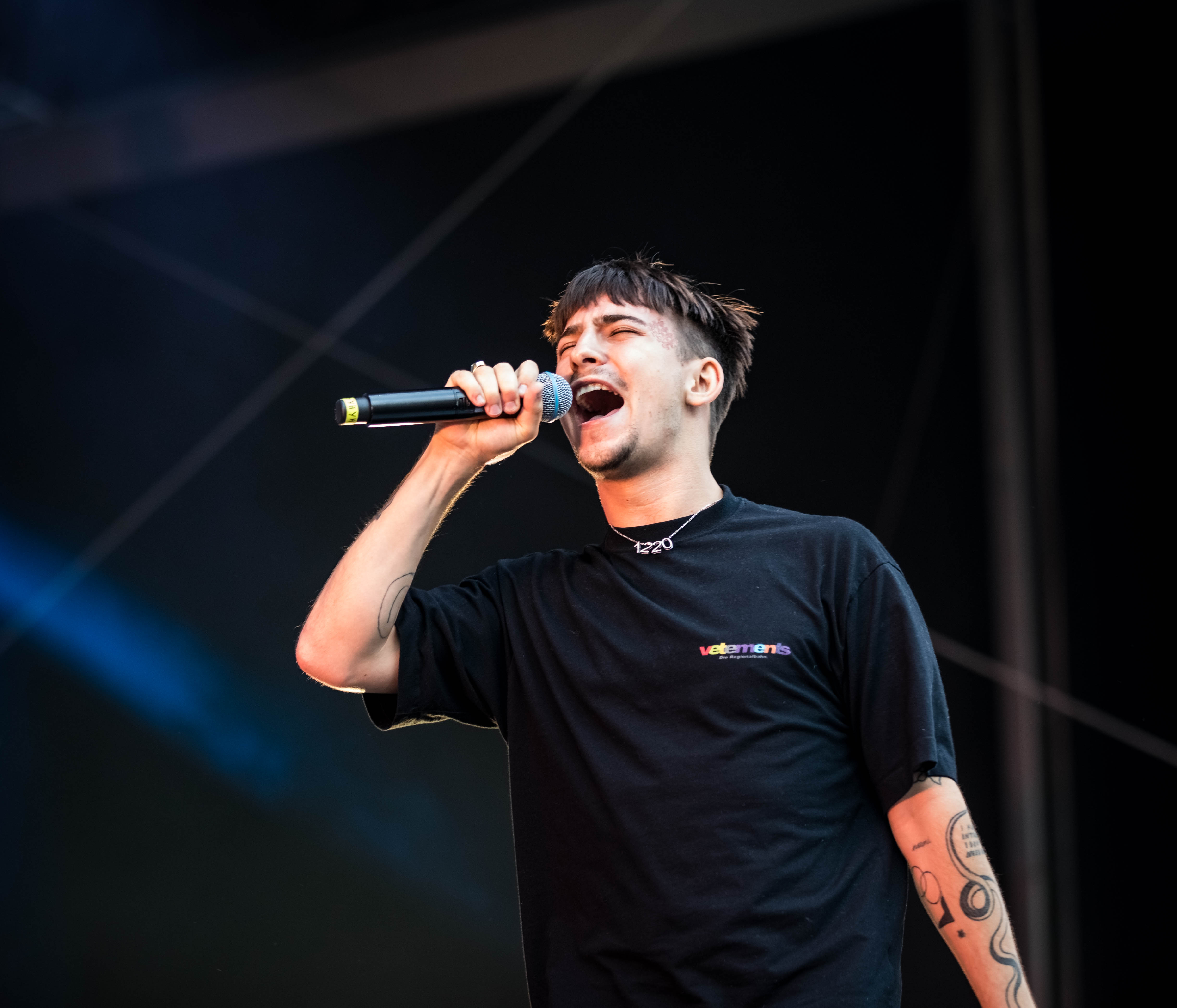
Yung Hurn beim Rock am Ring 2018

Yung Hurn (* 18. Jänner 1995; bürgerlich Julian Sellmeister) ist ein österreichischer Hip-Hop-Musiker. Seit 2016 tritt er auch unter dem Namen K. Ronaldo als ein fiktiver älterer Bruder von sich selbst auf, wobei das K. wahlweise für Kristallo oder für Kristus steht. Er war bis Anfang 2020 Teil des in Berlin ansässigen Künstlerkollektivs Live From Earth.

## Leben
Yung Hurn stammt aus dem Wiener Stadtteil Hirschstetten im 22. Gemeindebezirk Donaustadt. In seiner Jugend (bis zur U15) spielte er Fußball beim SV Hirschstetten. 2014 lernte der Schulabbrecher den Wiener Rapper Rap4Fikk kennen und begann kurz darauf selbst mit dem Rappen. Gemeinsam mit dem Produzenten Lex Lugner nahm Yung Hurn 2015 die EP Wiener Linien auf. Im Juli desselben Jahres veröffentlichte er sein Debüt-Mixtape 22, dessen Track Nein von den Lesern des deutschen Hip-Hop-Magazins Juice in die Top 10 der besten nationalen Musikstücke des Jahres gewählt wurde.
2016 folgte das Krocha Tape sowie unter dem Namen K. Ronaldo das Mixtape I Wanted to Kill Myself but Today is my Mothers Birthday. Außerdem veröffentlichte Yung Hurn gemeinsam mit dem deutschen Rapper RIN die eigenständige Single Bianco. Diese war für das gemeinsame Album Mafia der Liebe vorgesehen, dessen Release (Markteinführung) nach dem Ausscheiden RINs jedoch ungewiss war, und wurde in den Juice-Jahrescharts zur Single des Jahres gewählt.

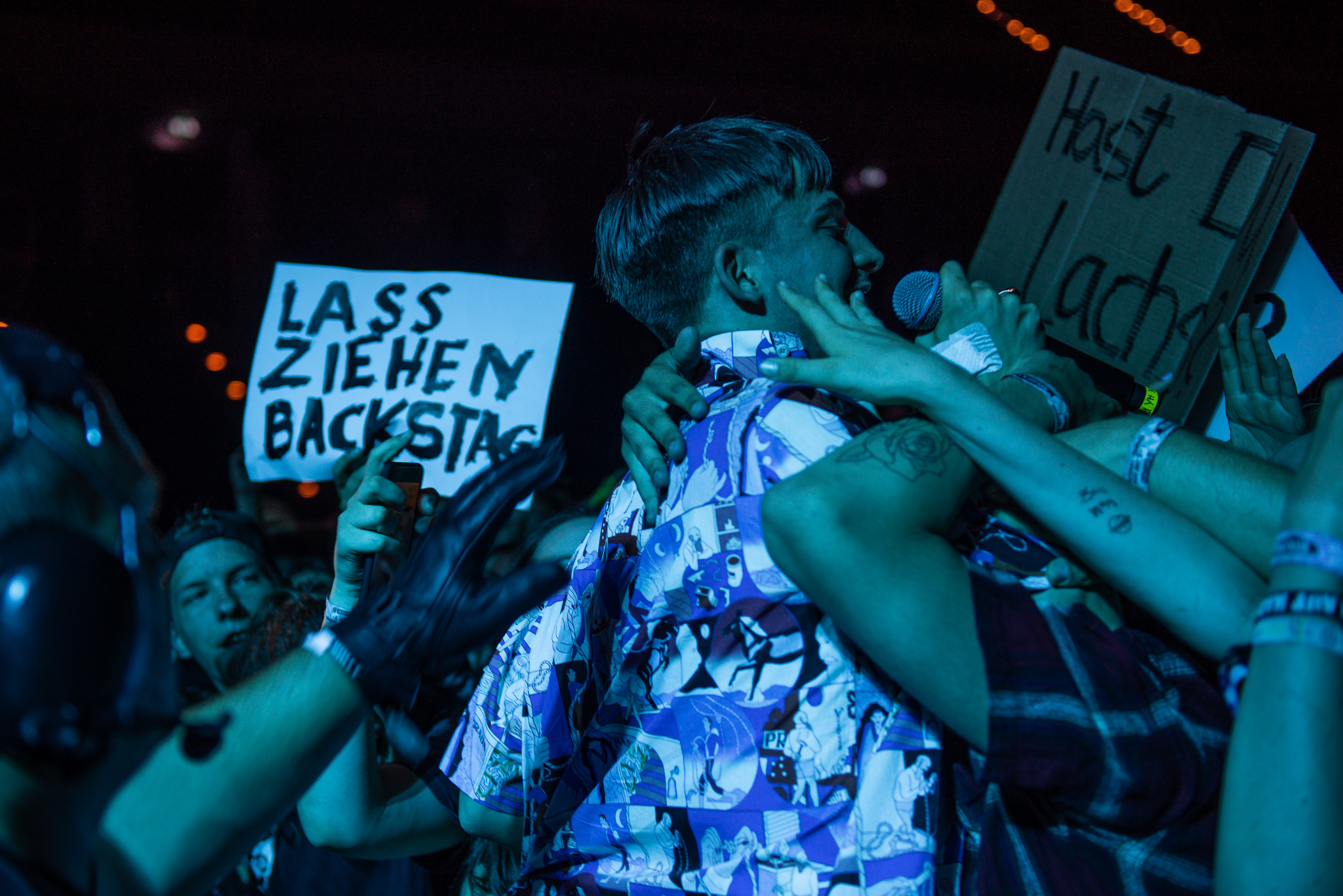
Yung Hurn mit Fans bei Rock im Park in Nürnberg (2018)

Am 23. Dezember 2016 erschien mit der Kompilation In Memory of Yung Hurn – Classic Compilation erstmals ein nur digital erwerbbarer sowie auf gängigen Portalen streambarer Release. Im Juni 2017 erhielt das Album zudem eine limitierte Vinyl-Auflage. Noch 2015 hatte Yung Hurn hingegen erklärt, seine Musik stets für den kostenlosen Download bereitzustellen. 2017 erschienen weiterhin die EP Love Hotel sowie die beiden Singles Popo und Ok Cool. Im Juni desselben Jahres verkündete Yung Hurn über Twitter, nach 2017 keinen Rap mehr machen zu wollen. Im Dezember 2017 kündigte er gleichzeitig mit dem Release der Single GGGut an, im Frühjahr 2018 ein erstes Album mit dem Titel 1220 veröffentlichen zu wollen, welches am 4. Mai 2018 offiziell erschien und von DJ Stickle produziert wurde.
Mit dem Release der Single Cabrio, kurz vor seinem Auftritt beim Donauinselfest 2019, kündigte er zeitgleich sein zweites Studioalbum Y noch für dasselbe Jahr an. Ebenso gab er im Rahmen eines Interviews mit dem Radiosender FM4 bekannt, an einem Album mit der Love Hotel Band zu arbeiten. Y erschien am 8. November 2019 und stieß schnell auf teils harsche Kritik bezüglich einer wesentlich sexistischeren Sprache der Texte.
Im Mai 2022 trat er bei der Eröffnung der Wiener Festwochen auf. Daraufhin sagte der Wiener Schmusechor, der ebenfalls bei der Eröffnung gespielt hätte, seinen Auftritt ab, weil Yung Hurns Texte „unmissverständlich rassistischen und sexistischen Inhalt“ hätten. Der Auftritt von Yung Hurn löste Kritik aus und zog eine Debatte in den Medien nach sich. So sprach Beate Hausbichler, Leiterin des frauenpolitischen Ressorts des Standard, von einem „Riesenhaufen sexualisierter Mist“ und Artur Weigand schrieb in der Welt von „ziemlich sexistischen Texten“, die ihre Kraft zu provozieren verloren hätten.
Im Sommer 2022 erschien mit Schlimm ;-( die erste Single seit Ende 2020. Darauf folgten Alleine (Sw43 L33 D1do Remix) und Eine Nase. Nach deren Release kündigte Sellmeister ein Mixtape für Ende 2022 an. Das Mixtape mit dem Titel Crazy Horse Club Mixtape Vol.1 erschien am 2. Dezember 2022.

## Stil und Einflüsse
Yung Hurns frühe Musik wurde von Journalisten schon bald dem ursprünglich Ende der 2000er in den USA entstandenen Cloud Rap zugeordnet. Tatsächlich ließ er sich bei seinen ersten Stücken nach eigenen Angaben neben den Horrorcore-Vertretern und Trap-Wegbereitern Three 6 Mafia auch vom kalifornischen Rapper Lil B inspirieren, der oftmals als Begründer des Cloud Rap bezeichnet wird. In einer Sendung des Musikmagazins Tracks vom Fernsehsender Arte über ihn und den Kölner Cloud Rapper LGoony sagte Yung Hurn bezüglich seiner musikalischen Einflüsse zudem, dass er Indie ebenso wie „tiefen dreckigen Techno“ und Psychedelic Rock höre. So hätten ihn etwa Tame Impala oder Falco, vor allem aber die Beatles stark beeinflusst. Außerdem ist er in der Sendung mit einer Schallplatte von Jimi Hendrix zu sehen.
Wege abseits des reinen Hip-Hops schlug Yung Hurn mit der Love Hotel-EP ein, welche von DJ Stickle produziert und im Zuge der Videopremiere zum zugehörigen R&B-Track Rot angekündigt worden war. Am Valentinstag war aus ihr zudem als zweites der Track Diamant veröffentlicht worden, ein für Yung Hurn untypischer Retro-Popsong ohne Rapeinlagen. Das Video im Stil der 80er-Jahre zeigt das Lied interpretiert von der Love Hotel Band, der neben Yung Hurn unter anderem auch der Berliner Schauspieler Lars Eidinger angehört. Die Band tritt inzwischen auch live auf. Mit Popo veröffentlichte Yung Hurn schließlich eine Produktion, an der auch er ausdrücklich mitgewirkt hatte. Von der Kritik als „astreiner Throwback-House“ betitelt, konkretisiert sie musikalisch das mehrfache inhaltliche Kokettieren des Rappers mit der Rave-Kultur der 90er, wie zuvor bereits auch im Techno-Spoken-Word Coco Jambo von K. Ronaldo.

## Diskografie
Studioalben

| Jahr | Titel | Höchstplatzierung, Gesamtwochen, AuszeichnungChartplatzierungen (Jahr, Titel, Platzierungen, Wochen, Auszeichnungen, Anmerkungen) | Höchstplatzierung, Gesamtwochen, AuszeichnungChartplatzierungen (Jahr, Titel, Platzierungen, Wochen, Auszeichnungen, Anmerkungen) | Höchstplatzierung, Gesamtwochen, AuszeichnungChartplatzierungen (Jahr, Titel, Platzierungen, Wochen, Auszeichnungen, Anmerkungen) | Anmerkungen                            |
| Jahr | Titel | DE | AT | CH | Anmerkungen                            |
| ---- | ----- | --- | --- | --- | -------------------------------------- |
| 2018 | 1220  | DE2 (6 Wo.)DE | AT2 (28 Wo.)AT | CH14 (2 Wo.)CH | Erstveröffentlichung: 4. Mai 2018      |
| 2019 | Y     | DE5 (2 Wo.)DE | AT7 (4 Wo.)AT | CH48 (2 Wo.)CH | Erstveröffentlichung: 8. November 2019 |